# Rellotge (complement)

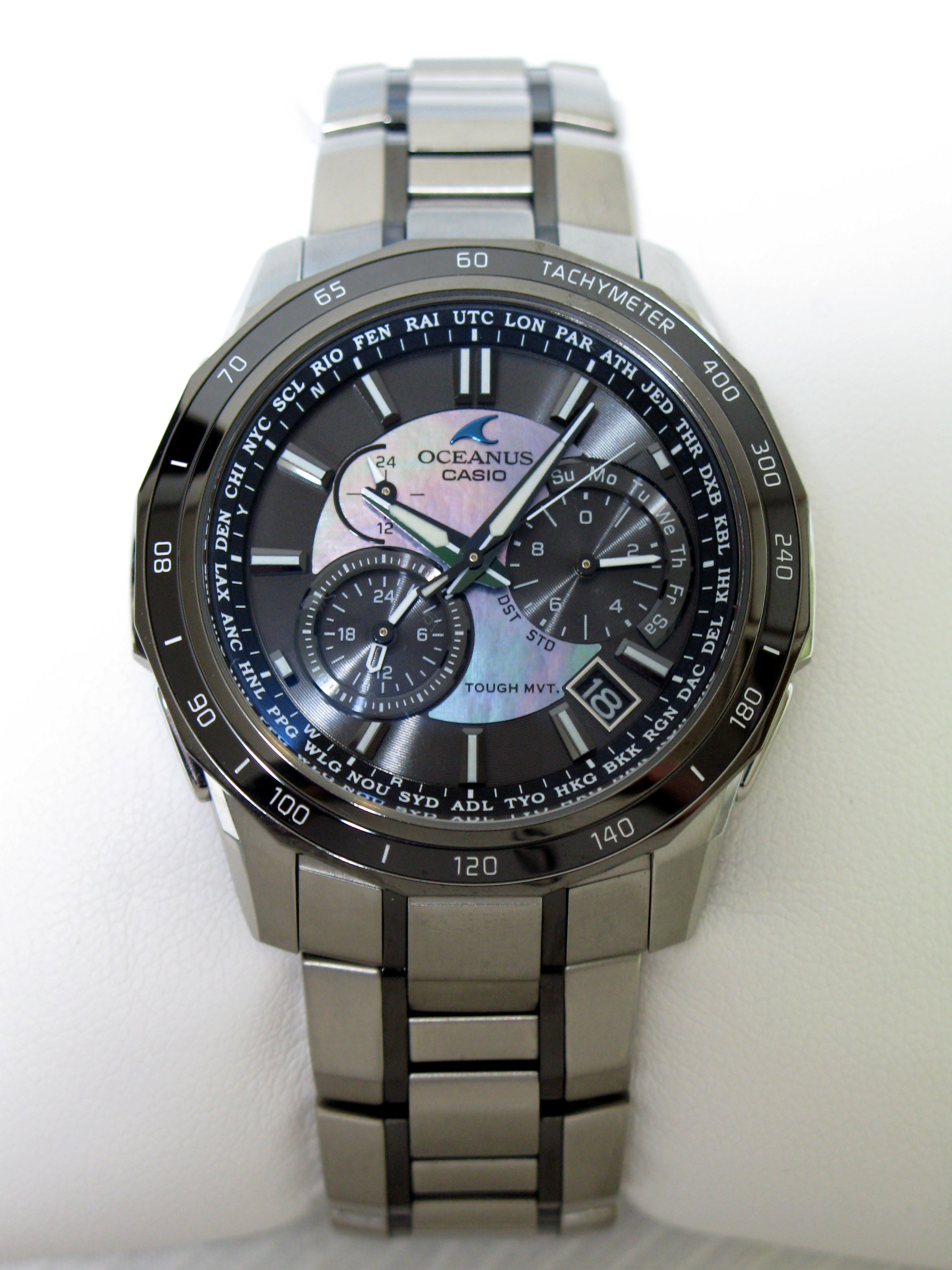
Un rellotge de polsera modern amb capacitat de càrrega solar i Bluetooth

Un rellotge és un complement destinat a ser portat o fet servir per una persona i que permet saber l'hora. Està dissenyat per mantenir un moviment constant malgrat els moviments provocats per les activitats de la persona. Un rellotge de polsera està dissenyat per portar-lo al voltant del canell, subjectat amb una corretja de rellotge o un altre tipus de polsera, incloses les bandes metàl·liques, les corretges de cuir o qualsevol altre tipus de polsera. Un rellotge de butxaca està dissenyat perquè una persona el porti a la butxaca, sovint connectat a una cadena.
Els rellotges es van desenvolupar al segle XVII a partir dels rellotges de molla, que van aparèixer ja al segle XIV. Durant la major part de la seva història, el rellotge va ser un dispositiu mecànic, accionat per un mecanisme, alimentat per bobinatge d'un resort motor que comptava amb un volant oscil·lant per mesurar el temps. Aquests s'anomenen rellotges mecànics. A la dècada de 1960 es va inventar el rellotge electrònic de quars, que funcionava amb una bateria i mantenia l'hora amb un cristall de quars vibrant. A la dècada de 1980, el rellotge de quars s'havia apoderat de la major part del mercat del rellotge mecànic. Històricament, això s'anomena revolució del quars (també coneguda com a crisi del quars a Suïssa). Els desenvolupaments de la dècada del 2010 inclouen els rellotges intel·ligents, que són dispositius electrònics elaborats de manera semblant a un ordinador i dissenyats per portar-los al canell. Generalment incorporen funcions de cronometratge, però aquests només són un petit subconjunt de les variacions del rellotge intel·ligent.
En general, els rellotges moderns solen mostrar el dia, la data, el mes i l'any. Per als rellotges mecànics, de vegades s'inclouen diverses funcions addicionals anomenades "complicacions", com ara les visualitzacions de les fases de la lluna i els diferents tipus de tourbillon. D'altra banda, la majoria dels rellotges de quars electrònics inclouen funcions relacionades amb el temps, com ara temporitzadors, cronògrafs i funcions d'alarma. A més, alguns rellotges moderns (com els rellotges intel·ligents) incorporen calculadores, GPS i tecnologia Bluetooth o tenen capacitats de control de la freqüència cardíaca, i alguns d'ells utilitzen la tecnologia de rellotge de ràdio per corregir regularment l'hora.
La majoria dels rellotges que s'utilitzen principalment per al cronometratge tenen moviments de quars. Tanmateix, els rellotges de col·lecció cars, que són més valorats per la seva elaborada artesania, atractiu estètic i disseny glamurós que per el cronometratge, sovint tenen moviments mecànics tradicionals, tot i que són menys precisos i més cars que els electrònics. A partir del 2018, el rellotge més car venut mai a la subhasta va ser el Patek Philippe Henry Graves Supercomplication, el rellotge mecànic més complicat del món fins al 1989, que va ser venut per 24 milions de dòlars americans a Ginebra l'11 de novembre de 2014. Des de desembre de 2019, el rellotge més car mai venut a la subhasta (i el rellotge de polsera) va ser el Patek Philippe Grandmaster Chime Ref. 6300A-010, amb 31,19 milions de dòlars a Ginebra el 9 de novembre de 2019.

## Història

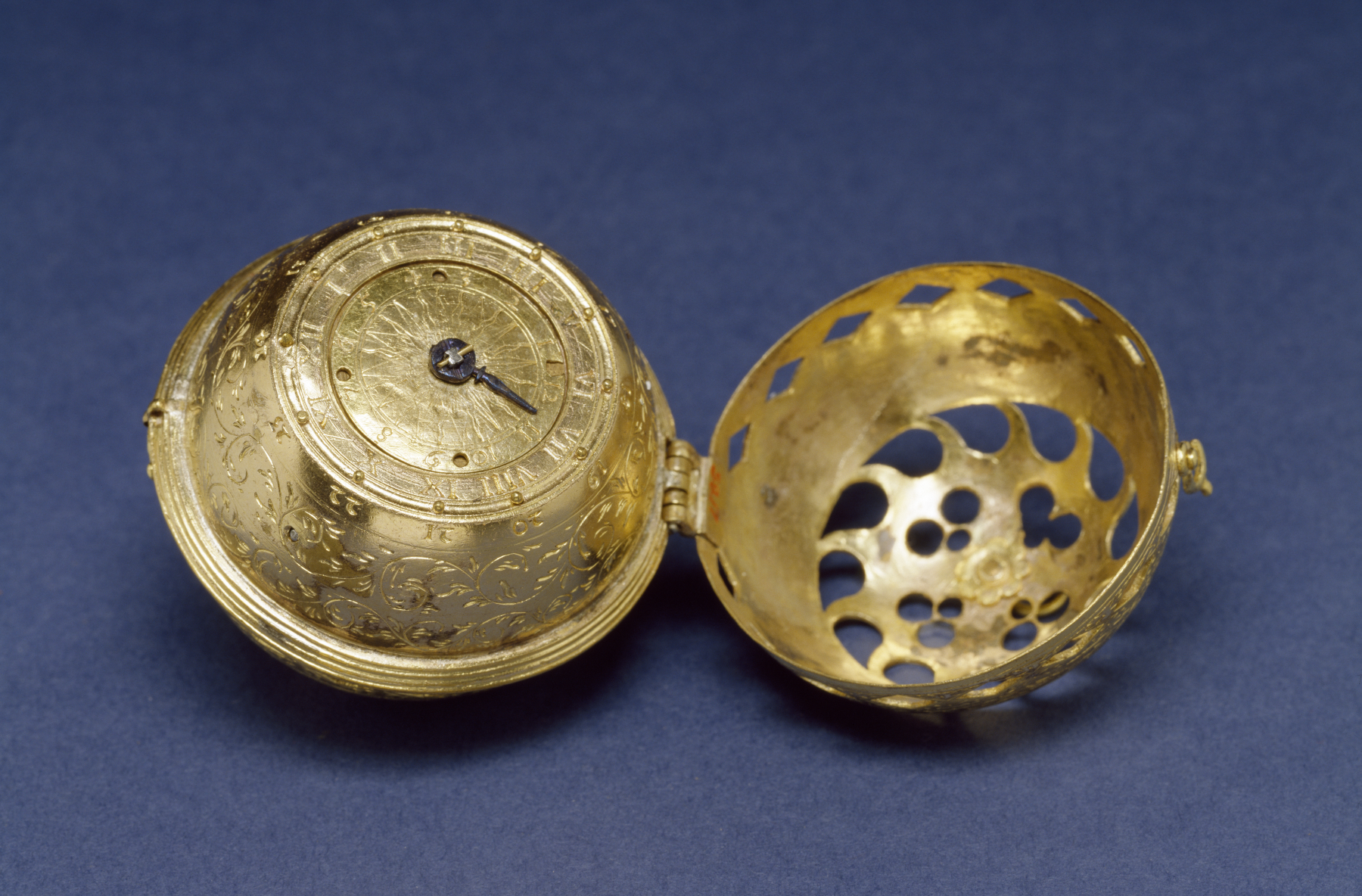
El rellotge datat més antic conegut, del 1530

### Orígens
Els rellotges van evolucionar a partir dels rellotges portàtils impulsats per molla, que van aparèixer per primera vegada a l'Europa del segle XV. Els rellotges no es van fer servir gaire a les butxaques fins al segle xvii. Un relat suggereix que la paraula "rellotge" prové de la paraula anglesa antiga woecce, que significava "vigilant", perquè els vigilants de la ciutat utilitzaven la tecnologia per fer un seguiment dels seus torns a la feina. Un altre indica que el terme prové dels mariners del segle xvii, que utilitzaven els nous mecanismes per cronometrar els seus <i id="mwaQ">rellotges a</i> bord per fer els canvis de servei.

### Evolució

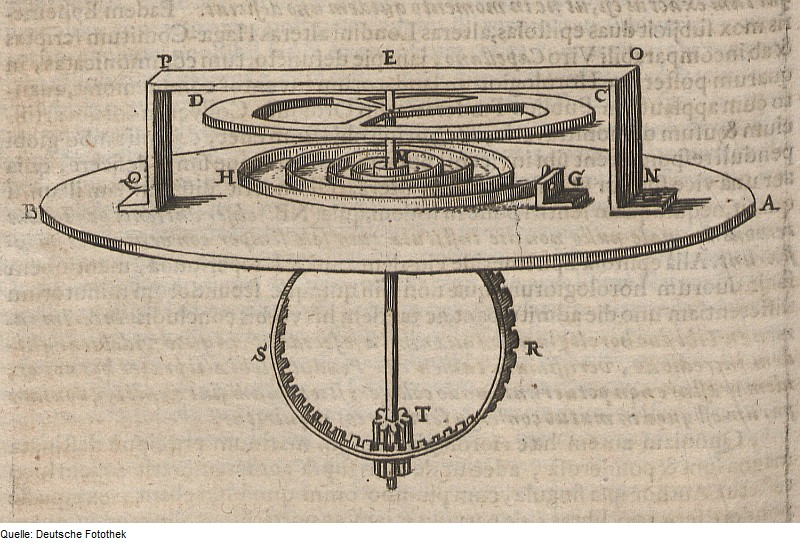
Dibuix d'un dels seus primers balanços, unit a un volant, de Christiaan Huygens, publicat a la seva carta anomenada Journal des Sçavants del 25 de febrer de 1675. L'aplicació del ressort regulador per als rellotges va inaugurar una nova era de precisió per als cronometres portàtils, semblant a la que el pèndol havia introduït per als rellotges el 1656.

L'any 1657 es va produir un augment de la precisió amb l'addició del ressort regulador, un invent disputat aleshores i des de llavors entre Robert Hooke i Christiaan Huygens. Aquesta innovació va augmentar enormement la precisió dels rellotges, reduint l'error de diverses hores al dia a uns 10 minuts al dia, donant com a resultat l'addició de l'agulla dels minuts des del 1680 a la Gran Bretanya i al voltant del 1700 a França.
L'augment de la precisió va centrar l'atenció en els errors causats per altres parts del moviment, provocant una onada de dos segles d'innovació en la rellotgeria. El primer que es va millorar va ser l'escapament. L'escapament de vora va ser substituït en rellotges de qualitat per l'escapament de cilindre, inventat per Thomas Tompion el 1695 i desenvolupat posteriorment per George Graham a la dècada de 1720. Les millores en la fabricació, com la màquina de tallar dents ideada per Robert Hooke, van permetre un cert augment del volum de producció de rellotges, tot i que l'acabat i el muntatge encara es feien a mà fins ben entrat el segle XIX.
Una de les principals causes d'error en els rellotges de balancí, causada pels canvis en l'elasticitat del moll d'equilibri pels canvis de temperatura, es va resoldre amb el balancí bimetàl·lic compensat per temperatura inventat el 1765 per Pierre Le Roy i millorat per Thomas Earnshaw (1749-1829). L' escapament de palanca, l'avenç tecnològic més important, tot i que inventat per Thomas Mudge el 1759 i millorat per Josiah Emery el 1785, només va entrar en ús gradualment a partir del 1800, principalment a Gran Bretanya.

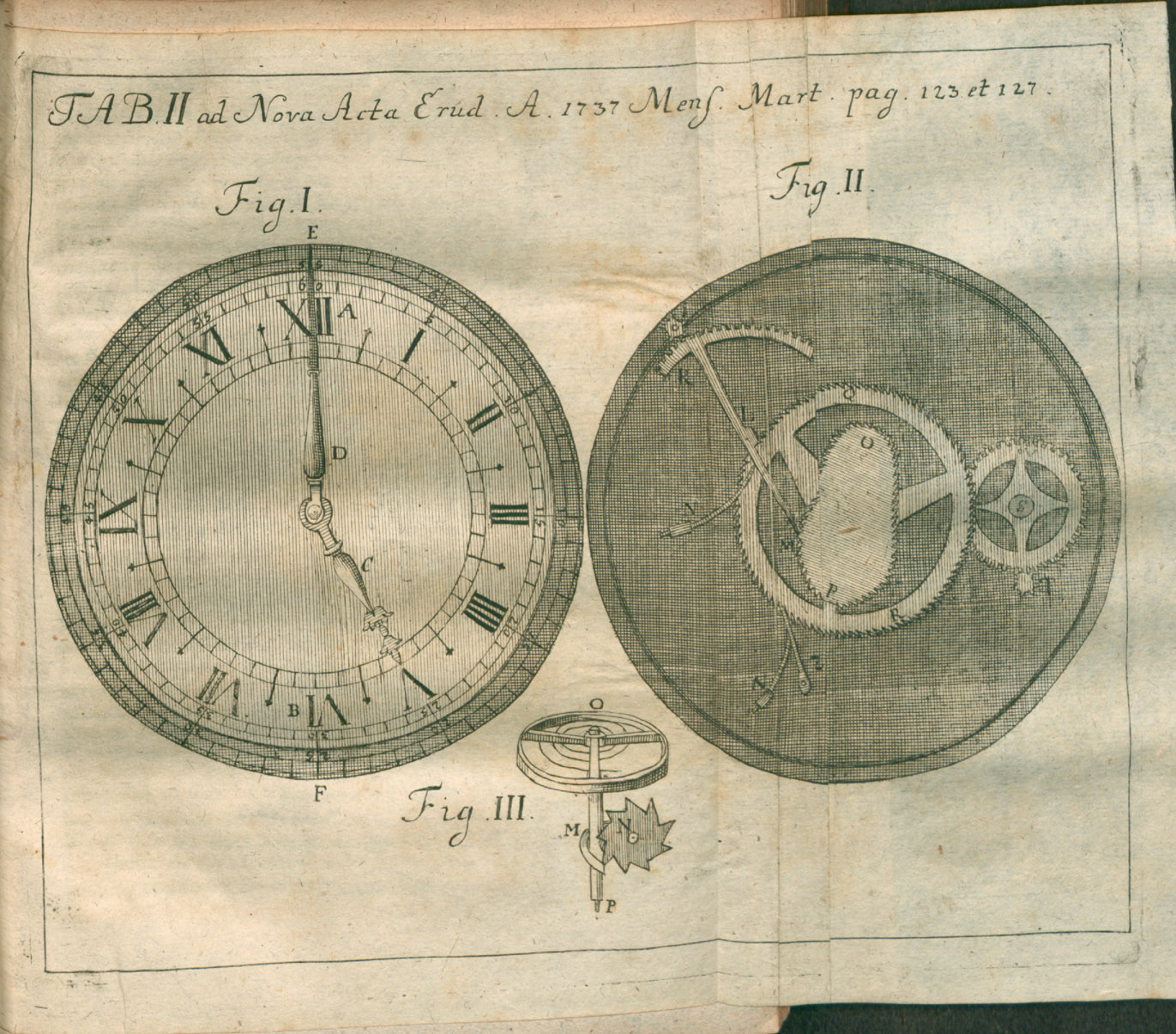
Un rellotge dibuixat a Acta Eruditorum, 1737

Els britànics liderar la fabricació de rellotges durant bona part dels segles XVII i XVIII, però van mantenir un sistema de producció orientat a productes d'alta qualitat per a l'elit. Tot i que la British Watch Company va intentar modernitzar la fabricació de rellotges amb tècniques de producció en massa i l'aplicació d'eines i maquinària de duplicació el 1843, va ser als Estats Units on aquest sistema va engegar. Aaron Lufkin Dennison va iniciar una fàbrica el 1851 a Massachusetts que utilitzava peces intercanviables, i el 1861 va operar una empresa d'èxit, incorporada com a Waltham Watch Company.

### Rellotges de polsera

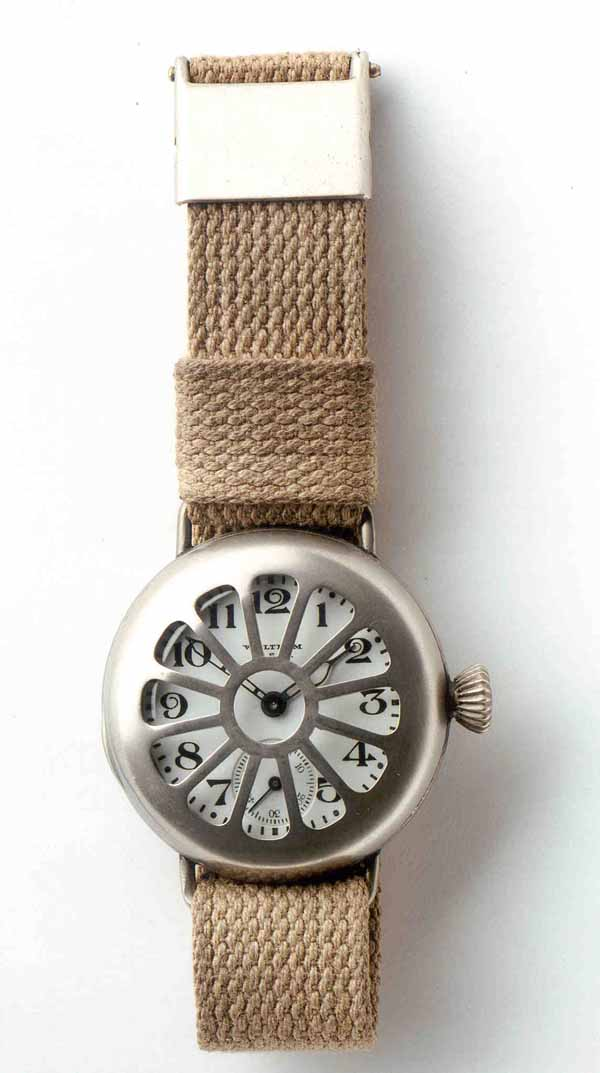
Rellotge de polsera primerenc de Waltham, usat pels soldats durant la Primera Guerra Mundial (Museu del Rellotge Alemany).

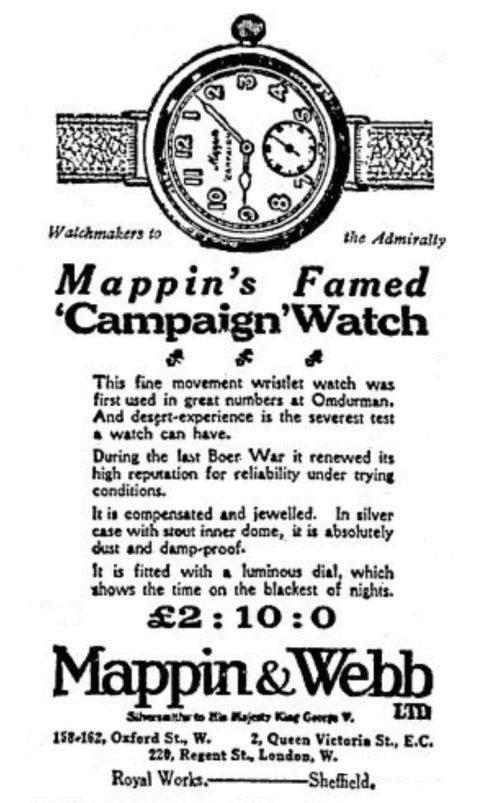
El rellotge de polsera de Mappin & Webb, anunciat des de 1898.

El concepte de rellotge de polsera es remunta a la producció dels primers rellotges del segle XVI. El 1571 Isabel I d'Anglaterra va rebre un rellotge de polsera, descrit com un "rellotge armat", de Robert Dudley. El rellotge de polsera més antic que es conserva (llavors descrit com a "rellotge de polsera") es va fer l'any 1806 i fou regalat a Joséphine de Beauharnais. Des del principi, els rellotges de polsera eren utilitzats gairebé exclusivament per dones; els homes utilitzaven rellotges de butxaca fins a principis del segle xx. El 1810, el rellotger Abraham-Louis Breguet va fer un rellotge de polsera per a la reina de Nàpols. El primer rellotge de polsera suís va ser fabricat pel fabricant de rellotges suís Patek Philippe, l'any 1868 per a la comtessa Koscowicz d'Hongria.
Els militars van fer servir per primera vegada rellotges de polsera a finals del segle xix, havent reconegut cada cop més la importància de sincronitzar les maniobres durant la guerra sense revelar els plans a l'enemic mitjançant la senyalització. La Garstin Company de Londres va patentar un disseny de "Watch Wristlet" el 1893, i va produir dissenys similars a partir de la dècada de 1880. Els oficials de l'exèrcit britànic van començar a utilitzar rellotges de polsera durant les campanyes militars colonials a la dècada de 1880, com durant la Guerra Anglo-Birmania de 1885. Durant la Primera Guerra dels Bòers de 1880-1881, la importància de coordinar els moviments de tropes i sincronitzar els atacs contra insurgents Bòers es va convertir en primordial, i l'ús de rellotges de polsera es va generalitzar posteriorment entre els oficials. L'empresa Mappin &amp; Webb va començar la producció del seu reeixit "rellotge de campanya" per a soldats durant la campanya al Sudan el 1898 i va accelerar la producció per a la Segona Guerra dels Bòers de 1899-1902 uns anys més tard. A l'Europa continental, Girard-Perregaux i altres rellotgers suïssos van començar a subministrar rellotges de polsera als oficials navals alemanys cap al 1880.
Els primers models eren essencialment rellotges de butxaca estàndard ajustats a una corretja de cuir, però a principis del segle xx, els fabricants van començar a produir rellotges de polsera dissenyats específicament. L'empresa suïssa Dimier Frères & Cie va patentar un disseny de rellotge de polsera amb les puntes de filferro, ara estàndard, el 1903.
El 1904, Louis Cartier va produir un rellotge de polsera per permetre al seu amic Alberto Santos-Dumont comprovar el rendiment del vol a la seva aeronau mentre mantenia les dues mans als controls, ja que això era difícil amb un rellotge de butxaca. Cartier encara comercialitza una línia de rellotges i ulleres de sol Santos-Dumont.
El 1905, Hans Wilsdorf es va traslladar a Londres i va muntar el seu propi negoci, Wilsdorf & Davis, amb el seu cunyat Alfred Davis, proporcionant rellotges de qualitat a preus assequibles; l'empresa es va convertir en Rolex el 1915. Wilsdorf aviat va prioritzar els rellotges de pulsera i de fet va contractar l'empresa suïssa Aegler per produir una línia de rellotges de polsera.
L'impacte de la Primera Guerra Mundial de 1914-1918 va canviar dràsticament la percepció pública sobre la propietat del rellotge de polsera de l'home i va obrir un mercat de masses a l'era de la postguerra. La tàctica d'artilleria de barraca rastrera, desenvolupada durant la guerra, va requerir una sincronització precisa entre els artillers d'artilleria i la infanteria. Els rellotges de servei produïts durant la guerra van ser especialment dissenyats per als rigors de la guerra de trinxeres, amb esferes lluminoses i vidre irrompible. L'Oficina de Guerra va començar a fer rellotges de polsera als combatents a partir de 1917. Al final de la guerra, gairebé tots els homes reclutats portaven un rellotge de polsera, i després de ser desmobilitzats, la moda aviat es va popularitzar: el British <i id="mw8A">Horological Journal va</i> escriure el 1917 que "el rellotge de polsera era poc utilitzat pel sexe sever abans de la guerra, però ara es veu al canell de gairebé tots els homes amb uniforme i de molts homes amb vestits civils". El 1930, la proporció de rellotges de polsera i de butxaca era de 50 a 1. John Harwood va inventar el primer sistema de bobina automàtica amb èxit el 1923.

#### Rellotges elèctrics
L'Elgin National Watch Company i la Hamilton Watch Company van ser pioners en el primer rellotge elèctric. Els primers moviments elèctrics utilitzaven una bateria com a font d'energia per fer oscil·lar el volant. Durant la dècada de 1950, Elgin va desenvolupar el model 725, mentre que Hamilton va llançar dos models: el primer, el Hamilton 500, llançat el 3 de gener de 1957, es va produir el 1959. Aquest model va tenir problemes amb els cables de contacte desalineats i els rellotges van tornar a Hamilton per a l'alineació. El Hamilton 505, una millora del 500, va resultar més fiable: es van eliminar els cables de contacte. Van seguir dissenys similars de moltes altres companyies de rellotges. L'empresa Bulova va desenvolupar un altre tipus de rellotge elèctric que va fer servir un ressonador de diapasó en lloc d'un volant tradicional per augmentar la precisió del cronometratge, passant d'un típic 2,5-4. Hz amb un volant tradicional a 360 Hz amb el disseny del diapasó.

#### Rellotges de quars
La introducció comercial del rellotge de quars l' any 1969 en forma de Seiko Astron 35SQ i l'any 1970 en forma d'Omega Beta 21 va suposar una millora revolucionària en la tecnologia dels rellotges. En lloc d'un volant que oscil·lava a potser 5 o 6 pulsacions per segon, aquests dispositius utilitzaven un ressonador de cristall de quars que vibrava a 8.192 Hz, accionat per un circuit oscil·lador alimentat per bateria.